# Polydesmida
Polydesmida is de grootste orde van miljoenpoten (Diplopoda) en bevat ongeveer 3500 soorten. De groep bevat alle waterstofcyanide producerende miljoenpoten. Soorten uit de orde komen wereldwijd voor. Ze hebben relatief weinig poten en een plat lichaam. Hierdoor lijken ze enigszins op duizendpoten.

## Beschrijving
Polydesmida-soorten hebben geen ogen en variëren in lengte van 3 tot 130 millimeter. De grotere soorten hebben meestal felle kleurpatronen die predatoren waarschuwen voor hun giftige uitscheiding.
Karakteristiek voor de soorten zijn de gekielde uitsteeksels aan weerszijden van de lichaamssegmenten, de zogenaamde 'paranota'. Hierdoor hebben deze miljoenpoten een afgeplat uiterlijk. Volwassen exemplaren hebben 19 of 20 lichaamssegmenten, inclusief het telson; juvenielen hebben 7 tot 19 segmenten. Volwassen mannetjes hebben één paar gonopoden (reproductie-organen), die zijn gevormd uit de voorste potenpaar van het zevende lichaamssegment.

## Leefwijze
Polydesmida-soorten zijn algemeen in vochtige, donkere microhabitats in de natuur, zoals boomstronken en de strooisellaag. Het zijn relatief langzame miljoenpoten, die zich vrijwel uitsluitend met rottend plantaardig materiaal voeden.

## Taxonomie
Polydesmida telt 29 families, verspreid over 11 superfamilies en 4 subordes. Tot de soortenrijkste families behoren Paradoxosomatidae (975), Xystodesmidae (ca. 300) en Chelodesmidae (219).

### Overzicht
Dalodesmidea Hoffman, 1980
- Dalodesmidae Cook, 1896
- Vaalogonopodidae Verhoeff, 1940

Leptodesmidea Brölemann, 1916
- Chelodesmoidea Cook, 1895
  - Chelodesmidae Cook, 1895
- Platyrhacoidea Pocock, 1895
  - Aphelidesmidae Brölemann, 1916
  - Platyrhacidae Pocock, 1895
- Rhachodesmoidea Carl, 1903
  - Rhachodesmidae Carl, 1903
  - Tridontomidae Loomis & Hoffman, 1962
- Sphaeriodesmoidea Humbert & de Saussure, 1869
  - Campodesmidae Cook, 1896
  - Holistophallidae Silvestri, 1909
  - Sphaeriodesmidae Humbert & de Saussure, 1869
- Xystodesmoidea Cook, 1895
  - Eurymerodesmidae Causey, 1951
  - Euryuridae Pocock, 1909
  - Gomphodesmidae Cook, 1896
  - Oxydesmidae Cook, 1895
  - Xystodesmidae Cook, 1895

Paradoxosomatidea Daday, 1889
- Paradoxosomatidae Daday, 1889

Polydesmidea Pocock, 1887
- Oniscodesmoidea Simonsen, 1990
  - Dorsoporidae Loomis, 1958
  - Oniscodesmidae DeSaussure, 1860
- Pyrgodesmoidea Silvestri, 1896
  - Ammodesmidae Cook, 1896
  - Cyrtodesmidae Cook, 1896
  - Pyrgodesmidae Silvestri, 1896
- Haplodesmoidea Cook, 1895
  - Haplodesmidae Cook, 1895
- Opisotretoidea Hoffman, 1980
  - Opisotretidae Hoffman, 1980
- Polydesmoidea Leach, 1815
  - Cryptodesmidae Karsch, 1880
  - Polydesmidae Leach, 1815
- Trichopolydesmoidea Verhoeff, 1910
  - Fuhrmannodesmidae Brölemann, 1916
  - Macrosternodesmidae Brölemann, 1916
  - Nearctodesmidae Chamberlin & Hoffman, 1958
  - Trichopolydesmidae Verhoeff, 1910

## Afbeeldingen

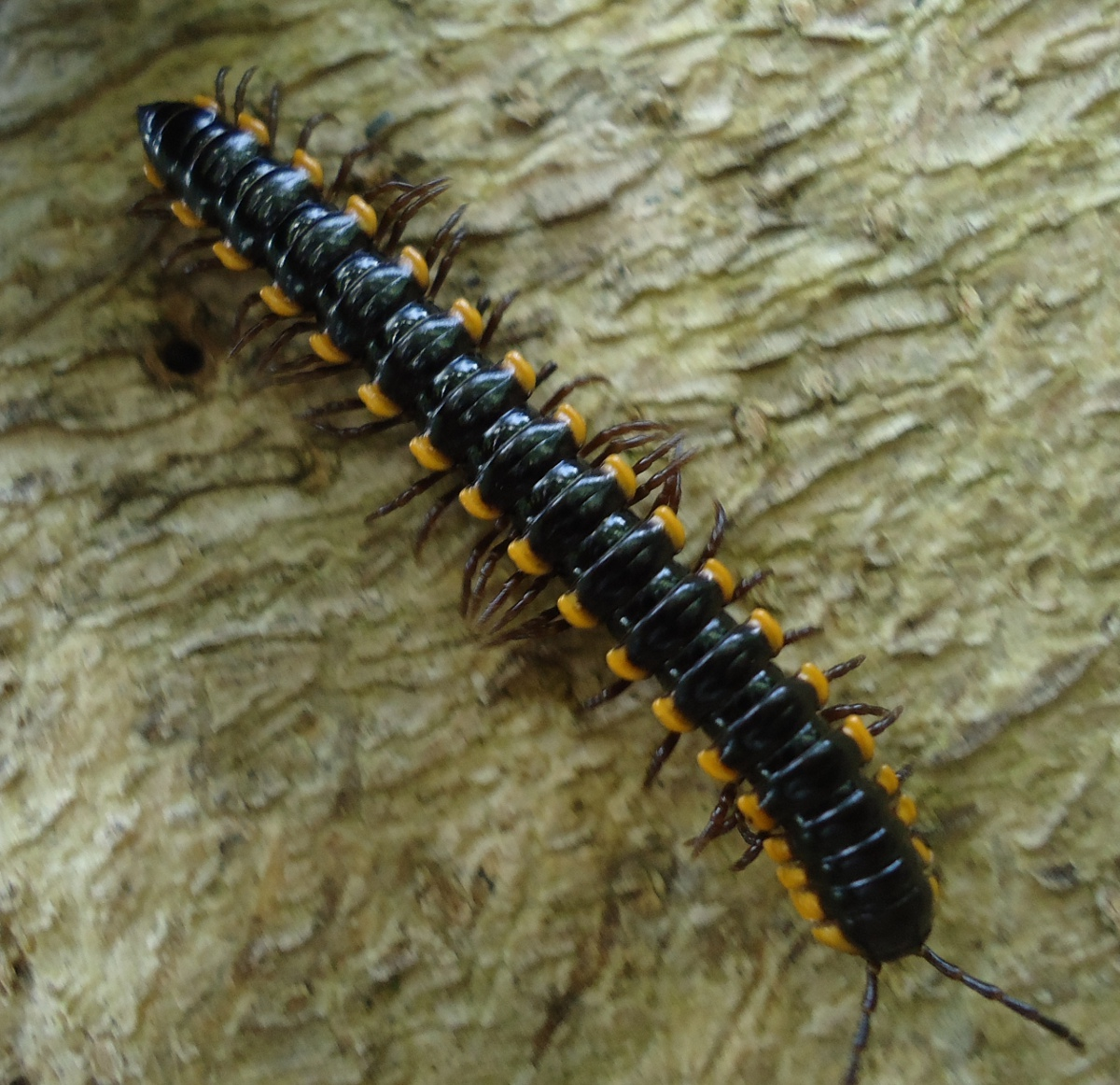
Orthomorpha coarctata (Paradoxosomatidae), een Aziatische soort die wereldwijd is geïntroduceerd
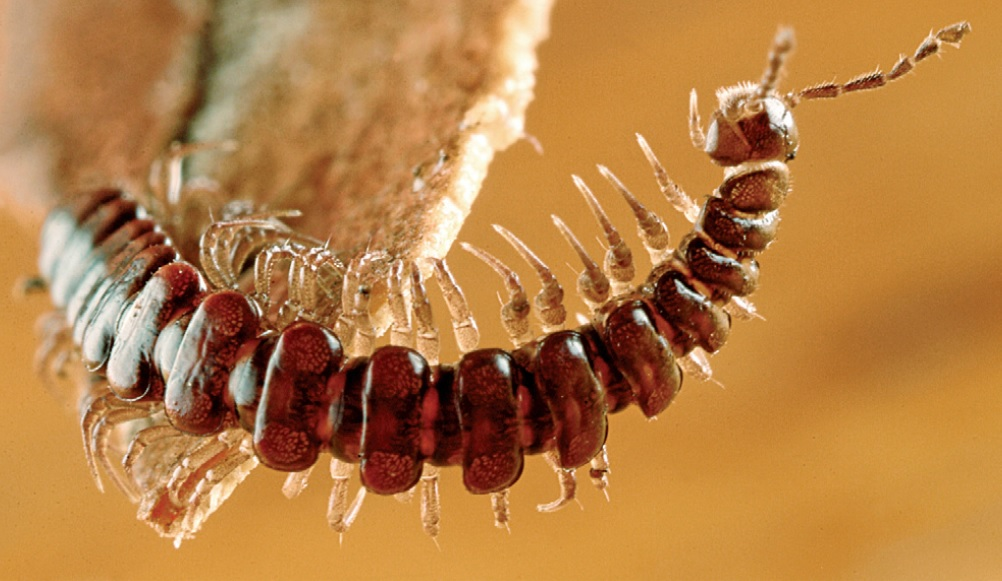
Tasmaniosoma armatum (Dalodesmidae) uit Tasmanië
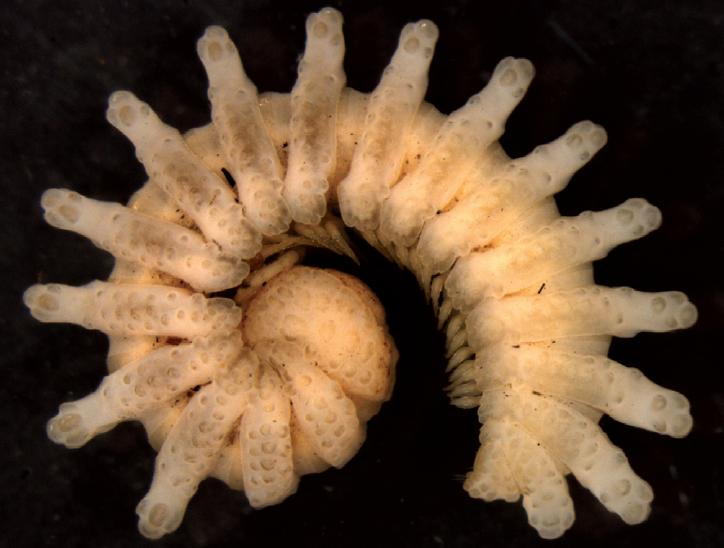
Eutrichodesmus aster (Haplodesmidae), een troglobiet uit Vietnam
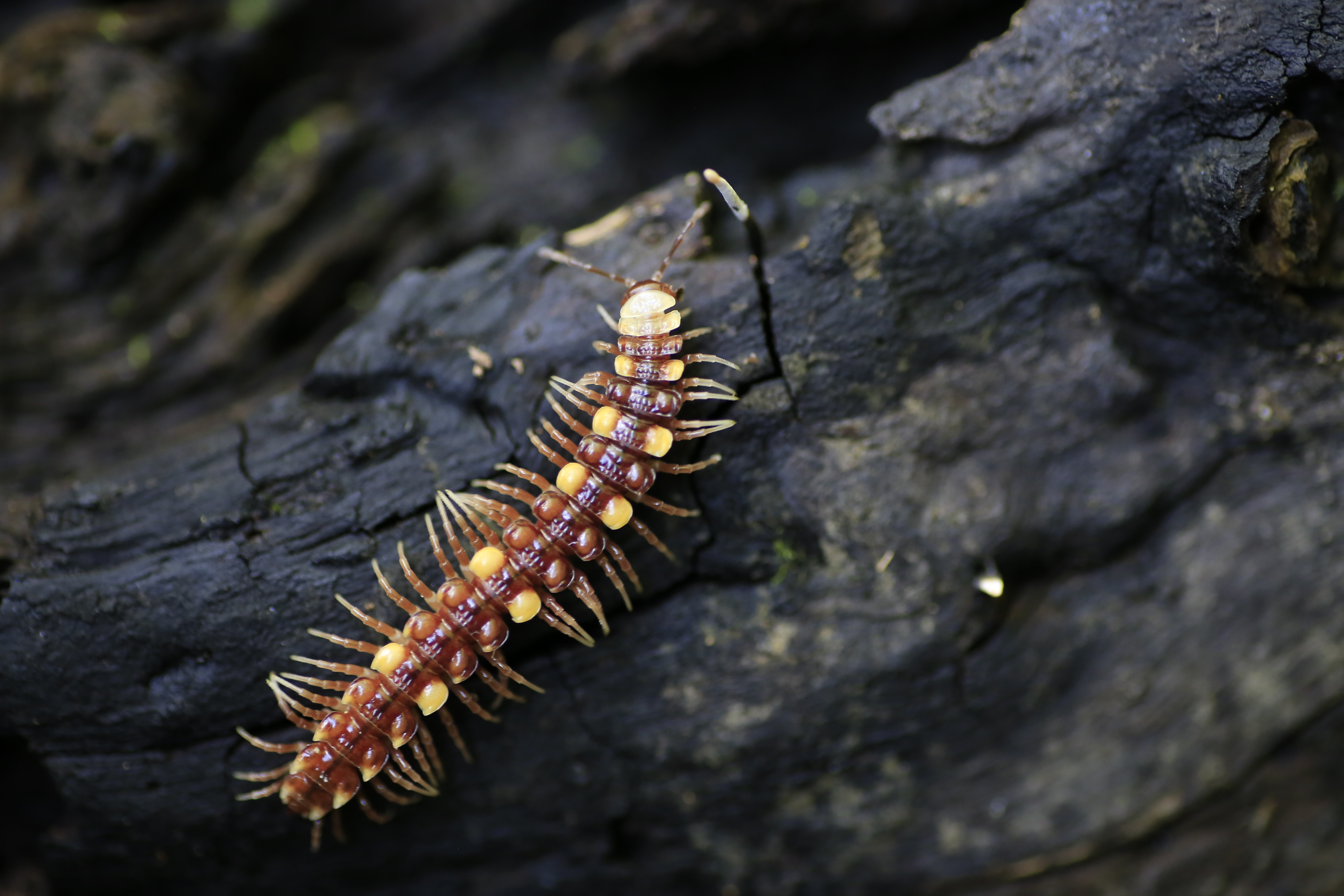
Polydesmus collaris (Polydesmidae) uit Europa
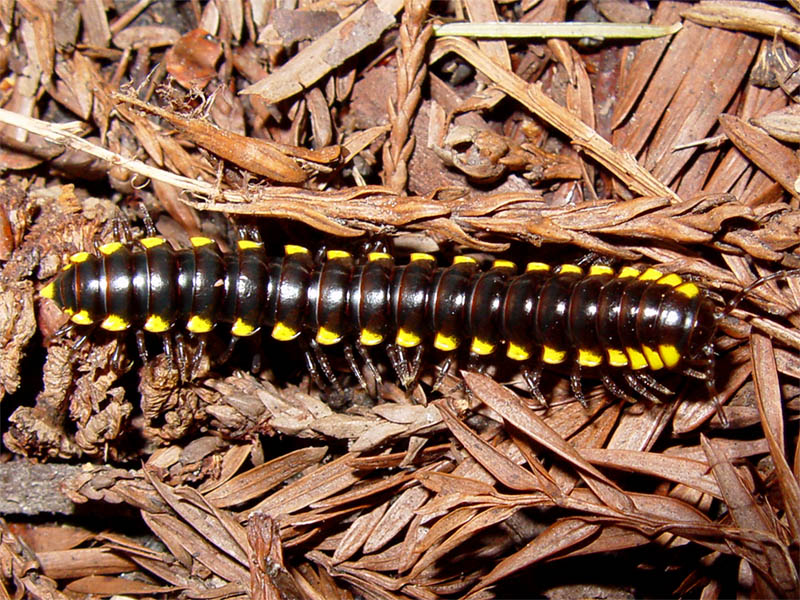
Harpaphe haydeniana (Xystodesmidae) uit Noord-Amerika